# 范廣淵
范廣淵（？—？），南阳順陽（今河南省淅川县李官桥镇）人，順陽范氏第六代。南朝宋其間曾任撫軍咨議參軍、記室及司徒祭酒。其父范泰乃東晉末及南朝宋官員。有四兄，除長兄外均為南朝宋官員。其長兄范昂年輕時去世，二兄范暠曾任宜都太守，三兄范晏為侍中、光祿大夫及四兄范曄為太子詹事及著有史學著作《後漢書》。最後因其兄范曄被殺。

## 逸事
元嘉九年冬天，揚州刺史彭城王劉義康之母親去世，范廣淵正席在位司徒祭酒且當席其間，與其兄范曄及另邀友一人到其家飲酒，范曄醉意正濃之際，竟推開窗戶以外面輓歌為樂。劉義康後獲知此事，將范曄貶為宣城太守。

## 參看
- 順陽范氏